# Directorio BitTorrent
Un directorio BitTorrent es una lista de archivos .torrent (usualmente incluyendo descripciones y otra información), administrada por un sitio web, que está disponible para buscar archivos que pueden ser descargados mediante el protocolo BitTorrent. Debería diferenciarse de un tracker BitTorrent, que solamente coordina la comunicación entre nodos que intentan descargar el contenido de los torrents. Muchos sitios web BitTorrent actúan como tracker y directorio. Estos sitios permiten subir archivos torrent al directorio y añaden la URL del tracker automáticamente a los archivos, proporcionando todo lo necesario para poder empezar la distribución.
- Datos: Q4217103